# Манастир Рмањ
Манастир Рмањ у Мартин Броду припада Бихаћко-петровачкој епархији. Налази се „Ермањ” на утоку Унца у реку Уну. Народна традиција приписује његово подизање Катарини Бранковић, ћерки српског деспота Ђурђа Бранковића, жени грофа Улриха II Цељског.

## Историја
Верује се да име манастира Рмња потиче од праславенске ријечи храмина, што значи обитавалиште. По другом тумачењу име потиче од народног назива за биљку камилицу (lat. Matricaria L.) рман, рмањ, јармен, титрица, маторњак, здравиш.
За манастир Гомионицу такође је већ изнет став да
потиче из доба пре турске окупације, али није свеједно да
ли је основан за време или пре Јајачке бановине (сл. 86. 1).
Храм је изгледом повезан са Рмњем, Крупом и Крком (сви
би могли бити из 14. столећа), а сличност се састоји пре
свега у четири ступца у броду и још два у припрати, у куполи и одсуству пиластара (М. Шупут 1991).
Први поуздани подаци о постојању манастира Рмањ су из 1443. године, у време српских сеоба услед турских притисака у којима су учествовали и монаси из манастира. Рмањ је био седиште дабробосанске митрополије у другој половини 16. и првој половини 17. века. У њему је за то време столовало десет митрополита. Ту је 1621. године писано Толковано јеванђеље, а тада је и црква покривена, у време игумана јеромонаха Саве. За време новог игумана Михаила храм је патосан 1632-1633. године. Исте 1633. године ту су писани светитељски тропари и кондаци. Манастир је страдао и био рушен од стране Турака 1638. и 1661. године. Тада се братство исељавало на територију Хабсбуршке монархије, где су основали манастир Лепавину и обновили Марчу. Манастир је обновљен средином 18. века са дозволом султановом, а гарантована му је и сигурност. Турски султан Махмуд I (1730-1754) издао је 1732. године ферман манастиру, по којем се штити његова имовина и права од „непозваних насртаја”.
Обновљени манастир Рмањ био је кроз скоро читав 18. век активан православни манастир у Босанској Крајини. Посвећен је Св. Николи и налази се под турском влашћу. Сачувао се све до 1785. године, када трпи нападе од турске стране; конаци су порушени, али је храм некако опстао. Манастир је опустошен од Турака, у ствари ратне 1788. године, када су се калуђери разбегли по осталим манастирима. Последњи игуман био је Василије Црнобрња, који се склонио у место Срб. У првој половини 19. века манастир је заиста без монаха.
Манастирско братство су предводили крајем 18. века игумани: Теофил Боровина (умро 1780), Нил Бубаловић (од 1780), Василије Црнобрња (рукоположен 1773, умро 1811. године у Србу) и десетак калуђера. Калуђери манастира Рмањ (Хрмањ) послали су 20. децембра 1780. године писмо горњокарловачком владици Петру Петровићу. У њему помињу царске привилегије дате манастиру (биће 1732.), које је покојни игуман Боровина дао на чување епископу Данилу Јакшићу. Тражили су да владика Петровић помогне да им се ти важни папири - писма, врате у посед, јер су небрижљиво чувани - виђени у Карловцу.
Манојло Грбић у „Карловачком владичанству” од 171. странице па на даље детаљно пише о њему познатим чињеницима о историји ове свете обитељи (издање 1990. г., Топуско, у једној књизи су репринт издање, све три, а ово је у првој).
Напуштени манастир је обновљен и оспособљен за монашки живот залагањем и материјалном потпором, трговца из Босанског Грахова Гавра Вучковића уз помоћ бројних приложника до Успења 1865. године. Газда Гавро је као народни представник, претходно од турског султана, 1863. године измолио дозволу за оправку.
Беговска породица Куленовић искористила је слом устанка 1875. године да би поново девастирала манастир. Манастир је био спаљен 15. августа 1875. године "лицем на Велику Госпојину". Тада је Рмањ посетио чувени енглески археолог Артур Еванс, који у својим "Илириским писмима" описује српске вође и главаре, као и њихово саборовање поред манастирског храма. Опет обновљени Рмањ освећује 6. августа 1883. године митрополит Сава Косановић.
Описан је детаљно манастир 1894. године. Неколико стотина метара од манастира опстала је стара округла, каменом озидана кула истог имена као и манастир. Са западне стране цркве подигнут је дрвени звоник, а између њега и храма постојао је квадратни простор "надвод са шимлом покривен". Неколико корака близу цркве подигнута је манастирска кућа за стан свештеника парохије Рмањске. Изнад улаза у цркву, над вратима је на гвозденој плочи била насликана икона заштитника Св. Николе, висока један метар. Сви црквени зидови су били кречом бело окречени.
Године 1905. Рмањ се налази у епархији бањалучкој и бихаћкој, у протопрезвитерату Петровачком. Манастир је активан до 1941. године када у њему од стране Усташа страда православни свештеник, протојереј Милан Поповић, који је служио у манастиру. На Велики четвртак 1944. године манастир Рмањ је бомбардовао нацистички Луфтвафе, будући да се ту налазила партизанска болница. Рмањ је уништен до темеља, а заувек су нестале многе фреске. Манастир је стајао разорен до обнављања 1974. године на залагање далматинског епископа Стефана Боце.

## Обнова манастира
По доласку на трон епископа епархије бихаћко-петровачке Епископа Хризостома Јевића отпочиње рад на потпуној обнови манастира Рмањ и монашког живота у њему. Конаци манастира Рмањ су освећени 1993. године, али су због ратних дешавања на просторима бивше Југославије усељени тек 2006. године. У јесен 1995. године манастир је био миниран и оскрнављен од стране Оружаних снага Републике Хрватске. У току операције Олуја, августа 1995. године, братство је морало да напусти манастир. Братство се вратило 1998. године када је почела обнова и санација, кров манастирске цркве је био упропаштен, а стручњаци за експлозив из британских снага у саставу СФОР-а разминирали су цркву.